# 558
Cette page concerne l'année 558  du calendrier julien. Pour l'année 558 av. J.-C., voir 558 av. J.-C. Pour le nombre 558, voir 558 (nombre).
L'année 558 est une année commune qui commence un mardi.

## Événements
- Janvier : l'empereur d'Orient Justinien reçoit l'ambassade avare menée par Kandikh à Constantinople[1]. Avec l'autorisation du Sénat, il charge les Avars de soumettre les nomades de la steppe ukrainienne (Koutrigours, Outigours, Antes, Sabires, Zales…) contre un tribut et leur promet des terres sur le Danube[2],[3].
- Février : une nouvelle épidémie de peste ravage Constantinople[4].
- 7 mai : le dôme de la grande église Sainte-Sophie s'effondre, à la suite du tremblement de terre de l'année précédente[5]. Justinien ordonne la reconstruction immédiate du dôme.
- Automne : le khan bulgare Zabergan passe le Danube gelé et arrive en Thrace par la Mésie seconde et la Scythie mineure. Il divise ses troupes qui atteignent les Thermopyles, la Chersonèse thrace et les murs de Constantinople (558-559)[6].
- 23 décembre :
  - Clotaire Ier, seul roi des Francs à la mort de Childebert Ier (fin de règne en 561)[7]. Il exile la veuve, Ultrogothe, et ses filles[8].
  - Germain, évêque de Paris, consacre le jour de la mort de Childebert l’abbaye de Saint-Germain-des-Prés, alors dédiée à la sainte Croix et à saint Vincent[9].

- Entre 558 et 561, le roi sassanide Khosro détruit le royaume des Huns hephtalites au nord de l'Oxus[4] avec l’aide des Köktürks ; Perses et Turcs se partagent la région de part et d'autre du fleuve[10].
- Début du règne de Gabra Masqal (Ghebré-Meskel), roi d’Aksoum (558-584). Le roi d’Aksoum Caleb aurait abdiqué en faveur de son fils Ghebré-Meskel. Il se serait retiré dans un monastère construit par saint Pantaléon. Son successeur soutient pendant tout son règne les entreprises menées par le vice-roi du Yémen Abraha contre les Perses, les Juifs et les Arabes[Information douteuse][11].

## Naissances en 558
- Yu Shinan, calligraphe chinois.

## Décès en 558
- 23 décembre[12] : Childebert Ier, roi de Paris (né en 497)[13].

- Marcoult, saint et fondateur de l'abbaye de Nanteuil
- Jean le Silenciaire, évêque de Colonie en Arménie